# Neurolepis petiolata
Neurolepis petiolata är en gräsart som beskrevs av Gerrit Davidse och Lynn G. Clark. Neurolepis petiolata ingår i släktet Neurolepis och familjen gräs. Inga underarter finns listade i Catalogue of Life.